# Clermont Foot
A Clermont Foot Auvergne 63 (röviden Clermont Foot, vagy Clermont) egy 1911-ben alapított francia labdarúgócsapat, melynek székhelye Clermont-Ferrand-ban található. A klub színei: kék és vörös. Hazai pályájuk a Stade Gabriel Montpied, melynek befogadóképessége 10 607 fő.

## Sikerlista
- Harmadosztály győztese (2): 2002, 2007

## Jelenlegi keret
2019. július 31-i állapotnak megfelelően.
| #  |     | Poszt | Név                                              |
| -- | --- | ----- | ------------------------------------------------ |
| 1  | FRA | K     | Maxime Dupé (kölcsönben az FC Nantes csapatától) |
| 4  | BEN | V     | Cédric Hountondji                                |
| 5  | FRA | V     | Till Cissokho                                    |
| 6  | FRA | KP    | Jason Berthomier                                 |
| 7  | FRA | KP    | Yohann Magnin                                    |
| 8  | FRA | KP    | Lorenzo Rajot                                    |
| 9  | AUT | CS    | Adrian Grbić                                     |
| 10 | URU | KP    | Jonathan Iglesias                                |
| 11 | FRA | KP    | Alassane N'Diaye                                 |
| 12 | COD | V     | Vital N'Simba                                    |
| 13 | GHA | KP    | Blankson Anoff                                   |
| 15 | ESP | KP    | Mario González Gutiérrez                         |
| 17 | GUF | V     | Josué Albert                                     |
| 18 | GAB | CS    | Jim Allevinah                                    |

| #  |     | Poszt | Név                                                     |
| -- | --- | ----- | ------------------------------------------------------- |
| 19 | FRA | V     | Akim Zedadka                                            |
| 20 | GHA | KP    | Salis Abdul Samed (kölcsönben a JMG Academy csapatától) |
| 21 | FRA | V     | Florent Ogier                                           |
| 22 | FRA | V     | Driss Trichard                                          |
| 23 | FRA | V     | Jérôme Phojo                                            |
| 25 | FRA | KP    | Johan Gastien                                           |
| 26 | POR | KP    | Mathias Pereira Lage                                    |
| 27 | FRA | KP    | Bryan Teixeira                                          |
| 28 | FRA | CS    | David Gomis                                             |
| 29 | FRA | KP    | Naël Jaby                                               |
| 30 | ALG | K     | Mehdi Jeannin                                           |
| 32 | FRA | V     | Lassana Diako                                           |
| 40 | FRA | K     | Ouparine Djoco                                          |

## Fordítás
Ez a szócikk részben vagy egészben  a   Clermont Foot című angol Wikipédia-szócikk fordításán alapul.  Az eredeti cikk szerkesztőit annak laptörténete sorolja fel. Ez a jelzés csupán a megfogalmazás eredetét és a szerzői jogokat jelzi, nem szolgál a cikkben szereplő információk forrásmegjelöléseként.